# Schweizer Cup (Fussball, Männer) 1977/78
Der 53. Schweizer Cup wurde vom 11. Juni 1977 bis zum 4. Juni 1978 ausgetragen. Sieger war der Verein Servette FC.

## Der Modus
Es wurde im K.-o.-System gespielt. Im Fall eines Gleichstandes zum Ende der Verlängerung wurde die Entscheidung im Elfmeterschiessen gesucht. Das Finalspiel fand in Bern statt.

## 1/16-Finals
In den 1/16-Finals spielten erstmals die Mannschaften der Nationalliga A mit:
| Datum             |                      | Ergebnis        |                         |
| ----------------- | -------------------- | --------------- | ----------------------- |
| 10.09.1977, 14:30 | FC Aarau             | 3:0             | FC Flawil               |
|                   | FC Biel-Bienne       | 2:0             | Étoile Carouge          |
|                   | FC Chiasso           | 0:0 (5:4 i. E.) | FC Young Fellows Zürich |
|                   | FC Fribourg          | 3:0             | CS Chênois              |
|                   | FC Gossau            | 1:2             | FC Uzwil                |
|                   | FC Grenchen          | 0:3             | FC Sion                 |
|                   | FC La Chaux-de-Fonds | 4:3             | Neuchâtel Xamax         |
|                   | FC Laufen            | 0:4             | Grasshopper Club Zürich |
|                   | FC Lerchenfeld       | 2:4             | FC Basel                |
|                   | FC Luzern            | 2:1             | BSC Young Boys          |
|                   | FC Martigny-Sports   | 1:3             | FC Bulle                |
|                   | FC Monthey           | 0:2             | FC Lausanne-Sport       |
|                   | SV Muttenz           | 1:4             | FC Zürich               |
|                   | FC Red Star Zürich   | 0:3             | FC St. Gallen           |
|                   | Stade Nyonnais       | 1:12            | Servette FC             |
| 11.09.1977, 14:30 | FC Mendrisiostar     | 1:4             | SC Zug                  |

## Achtelfinals
| Datum             |                      | Ergebnis  |                         |
| ----------------- | -------------------- | --------- | ----------------------- |
| 11.10.1977, 14:30 | FC Aarau             | 1:2       | FC Bulle                |
|                   | FC Lausanne-Sport    | 1:2 n. V. | Servette FC             |
| 12.10.1977, 14:30 | FC Biel-Bienne       | 1:2       | FC St. Gallen           |
|                   | FC Chiasso           | 3:0       | FC Uzwil                |
|                   | FC La Chaux-de-Fonds | 1:0       | FC Sion                 |
|                   | FC Luzern            | 1:0 n. V. | FC Fribourg             |
|                   | SC Zug               | 0:7       | Grasshopper Club Zürich |
|                   | FC Zürich            | 1:3       | FC Basel                |

## Viertelfinals
| Datum             |                         | Ergebnis |               |
| ----------------- | ----------------------- | -------- | ------------- |
| 09.11.1977, 14:30 | FC Basel                | 4:1      | FC St. Gallen |
|                   | Grasshopper Club Zürich | 2:0      | FC Bulle      |
|                   | FC La Chaux-de-Fonds    | 0:2      | Servette FC   |
|                   | FC Luzern               | 2:3      | FC Chiasso    |

## Halbfinals
| Datum             |                          | Ergebnis |             |
| ----------------- | ------------------------ | -------- | ----------- |
| 27.03.1978, 14:30 | FC Chiasso               | 0:1      | Servette FC |
| 02.05.1978, 14:30 | Grasshoppers Club Zürich | 5:1      | FC Basel    |

## Final
Das Finalspiel fand am 15. Mai 1978 im Stadion Wankdorf in Bern statt.
| Paarung                 | Servette FC – Grasshopper Club Zürich |
| Ergebnis                | 2:2 n. V. (2:2, 1:0) |
| Datum                   | 15. Mai 1978 um 15:00 Uhr |
| Stadion                 | Stadion Wankdorf, Bern |
| Zuschauer               | 33.000 |
| Schiedsrichter          | Walter Hungerbühler (St. Gallen) |
| Tore                    | 1:0 Peterhans (7.) 1:1 Ponte (60.) 1:2 Elsener (63.) 2:2 Barberis (65.)                                                                                     |
| Servette FC             | Engel, Guyot, Valentini, Trinchero, Martin (57. Thouvenel), Marchi (106. Schnyder), Barberis, Weber, Andrey, Peterhans, Chivers Cheftrainer: Péter Pázmándy |
| Grasshopper Club Zürich | Berbig, Hey, Wehrli, Montandon, Thomas Niggl, Bauer, Meyer, Ponte, Hermann (58. Bosco), Sulser, Elsener Cheftrainer: Helmuth Johannsen                      |

Wiederholungsspiel
| Paarung                 | Servette FC – Grasshopper Club Zürich |
| Ergebnis                | 1:0 (1:0) |
| Datum                   | 4. Juni 1978 um 15:00 Uhr |
| Stadion                 | Stadion Wankdorf, Bern |
| Zuschauer               | 18.000 |
| Schiedsrichter          | Ernst Dörflinger (Basel) |
| Tore                    | 1:0 Thouvenel (17.) |
| Servette FC             | Engel, Guyot, Valentini, Bizzini, Martin (80. Seramondi), Schnyder, Thouvenel, Barberis, Andrey, Chivers, Peterhans Cheftrainer: Péter Pázmándy |
| Grasshopper Club Zürich | Berbig, Hey, Nafzger, Montandon, Piccand, Bauer, Meyer, Wehrli, Sulser (63. Hermann), Ponte (79. Bosco), Elsener Cheftrainer: Helmuth Johannsen |